# Eurytoma minutivespa
Eurytoma minutivespa is een vliesvleugelig insect uit de familie Eurytomidae. De wetenschappelijke naam is voor het eerst geldig gepubliceerd in 1929 door Girault.